# シャドウ・DN7
シャドウ・DN7（Shadow DN7）は、F1コンストラクターのシャドウが製作したフォーミュラ1カーである。デザイナーはトニー・サウスゲート、デイブ・ウォス。

## 概要
1975年にマトラ・V12エンジンの使用権をヒル、ブラバムとの争奪戦の末シャドウが獲得、製作された。搭載されるマトラMS73・3リッターエンジンは、1974年に世界メーカー選手権でマトラをチャンピオンに導いたMS670CのエンジンにF1用のヘッドを取り付けたもので、最高出力は505馬力。
DN7はこの年の主力マシン"DN5"がベースとなっているため外見はほぼ同一。ギアボックスはDN5と同様にヒューランド・FL200を使用するが、ホイールベースの調整のため配置が横置きになっている。
7月29日にシェイクダウン後オーストリアGPにTカーとして持ち込まれ、ジャン＝ピエール・ジャリエのドライブでデビュー、続いてイタリアGPにも出走するがリタイアを喫する。
元となったDN5がコスワースDFV搭載を前提として設計されたマシンのため、重いマトラV12エンジンを搭載したことによってマシンの重量バランスが狂い直線スピードが伸びなくなった。このため10月限りでシャドウはマトラとの提携を解消、DN7はお蔵入りすることになった。

## 基本スペック

### シャーシ
- シャーシ名 DN7
- シャーシ構造 アルミニウムモノコック
- ホイールベース 2670mm
- 重量 612kg
- タイヤ グッドイヤー
- ギヤボックス ヒューランド・TL200 5速

### エンジン
- エンジン名 マトラ・MS73
- 気筒数・角度 V型12気筒
- 排気量 2,992cc
- 燃料・潤滑油 バルボリン

## F1での全成績
(key)
| 年   | チーム      | シャシー | エンジン    | タイヤ | No. | ドライバー | 1   | 2   | 3   | 4   | 5   | 6   | 7   | 8   | 9   | 10  | 11  | 12  | 13  | 14  | ポイント | 順位 |
| ---- | ----------- | -------- | ----------- | ------ | --- | ---------- | --- | --- | --- | --- | --- | --- | --- | --- | --- | --- | --- | --- | --- | --- | -------- | ---- |
| 1975 | UOPシャドウ | DN7      | マトラ MS73 | G      |     |            | ARG | BRA | RSA | ESP | MON | BEL | SWE | NED | FRA | GBR | GER | AUT | ITA | USA | 9.5*     | 6位* |
| 1975 | UOPシャドウ | DN7      | マトラ MS73 | G      | 17  | ジャリエ   |     |     |     |     |     |     |     |     |     |     |     | Ret | Ret |     | 9.5*     | 6位* |

- * シャドウ・DN5が記録。